# Ва-Ва-Спрингс
Ва-Ва-Спрингс (англ. Wah Wah Springs) — потухшая вулканическая кальдера в штате Юта диаметром 30 миль (ок. 48 км). В результате её извержений был образован туф Ва-Ва-Спрингс. В районе кальдеры находятся более двадцати других кальдер и вулканов. Входит в горы Ва-Ва. «Ва-Ва» обозначает «Чистая вода».
Кальдера была обнаружена в 2013 году группой геологов из Университета Бригама Янга. За миллионы лет поверхность вулкана сильно деформировалась, из-за чего он был скрытым от глаз.

## Извержения
За всё время кальдера Ва-Ва-Спрингс произвела минимум 7 суперизвержений. Самое гигантское извержение высвободило из недр земли более 5900 км³ магмы. По мощности оно превосходило извержение кальдеры Ла-Гарита. Если сравнивать с менее мощными извержениями, то это извержение также превосходило по мощности извержение горы Сент-Хеленс в 1980 году в 5000 раз.
Последнее извержение произошло 18 млн лет назад.